# Centromerus unctus
Centromerus unctus är en spindelart som först beskrevs av Ludwig Carl Christian Koch 1870.  Centromerus unctus ingår i släktet Centromerus och familjen täckvävarspindlar. Inga underarter finns listade i Catalogue of Life.